# Мило за драго
„Мило за драго“ је драма Виљема Шекспира, за коју се верује да је написана 1603. или 1604. године и први пут изведена 1604. године. Објављена је у Првом фолију из 1623. године.
Представа се фокусира на деспотског и пуританског Анђела, заменика коме је поверено да влада градом Бечом у одсуству војводе Винченца, који се уместо тога прерушава у скромног фратра како би посматрао Анђелово регентство и животе грађана. Анђело прогони младића, Клаудија, због злочина блуда, осуђујући га на смрт, да би се лудо заљубио у Клаудијеву сестру Изабелу, чедну и невину монахињу, када она дође да моли за живот свог брата.
„Мило за драго“ је штампана као комедија у Првом фолију. Иако дели карактеристике са другим Шекспировим комедијама, као што су игра речима, иронија, прерушавање и замена као заплетне елементе, она такође садржи трагичне елементе попут погубљења и монолога, при чему су Клаудијеве речи „Да, али да умремо, и да одемо не знамо куда...“ посебно повољно упоређен са говором трагичних јунака попут краљевића Хамлета. Због овог двосмисленог тона, често се наводи као једна од Шекспирових проблемских драма.

## Ликови
- Винченцо – војвода Беча, који се такође појављује прерушен у фратра Лодовика
- Анђело – војводин заменик, који влада у војводином одсуству
- Маријана – Анђелова бивша љубавница
- Ескалус – древни господар који је радио под Анђелом
- Судија – пријатељ Ескалуса
- Проректор – управник затвора
- Абхорсон – џелат
- Барнардин – затвореник
- Клаудио - младић затворен због ванбрачне трудноће са женом
- Јулија – Клаудијева љубавница, трудна са њиховим дететом
- Изабела – Клаудијева сестра и искушеница
- Франциска – монахиња
- Господарица Овердоун – управница бордела
- Помпеј – сводник
- Лучо – „фантастичан“
- Два господина – Лусијеви пријатељи
- Фрот – глупи господин
- Елбоу – полицајац
- Томас – фратар
- Петар – фратар
- Варијус (ћутљив) – пријатељ војводе

## Синопсис и теме
Винченцо, војвода од Беча, мора да напусти град због дипломатске мисије. Он поставља строгог судију, Анђела, да му буде заменик док се не врати.
Лучо и група војника шале се о религији, проституцији и венеричним болестима док шетају бечком улицом, надајући се да ће ускоро наћи посао када избије рат са Мађарском. Господарица Овердон, власница оближњег бордела, упада у разговор да их изгрди због њиховог неозбиљног говора. Она упоређује њихово понашање са понашањем релативно угледног Клаудија који ће, како им каже, ускоро бити погубљен због злочина спавања са женом ван брака. Један од господина, Клаудијев пријатељ Лучо, „фантастичан“, запањен је овом вешћу. Помпеј Бум, запосленик госпође Овердон,  доноси још узнемирујућих вести: Анђело је издао проглас да се сви бордели у предграђима сруше.
Клаудио је био верен са својом љубавницом, Јулијом, али, пошто још нису били завршили правне формалности, и даље су сматрани невенчаним када је Јулија остала трудна са њим. Као привремени владар града, Анђело је спровео законе које је Винченцио занемарио, укључујући застарелу законску клаузулу која наводи да се блуд кажњава смрћу. Чувши то, Лучо одлази да посети Клаудијеву сестру Изабелу, искушеницу, и моли је да се заузме код Анђела у Клаудијево име.
Изабела на аудијенцији код Анђела моли за милост у име Клаудија. Док разговарају, Анђела све више обузима жеља за Изабелом и на крају јој нуди договор: поштедеће Клаудијев живот ако му Изабела препусти своју девичанство. Изабела одбија и прети да ће јавно разоткрити његову развратност, али он истиче да јој нико не би веровао с обзиром на његову репутацију. Она одлази да посети Клаудија у затвору и саветује му да се припреми за смрт. Клаудио очајнички моли Изабелу да му спасе живот, али Изабела, иако растрзана, на крају понавља своје одбијање да се преда Анђелу.

### Трикови
Винченцо, у међувремену, није заиста напустио град. Уместо тога, прерушио се у фратра по имену Лодовик, желећи да тајно посматра градске послове и последице Анђелове привремене владавине. Прерушен у фратра, он се спријатељује са Изабелом и предлаже јој два трика како би осујетио Анђелове намере:
1. Прво се организује „трик у кревету“. Анђело је раније одбио да испуни веридбу која га је обавезивала са госпођом Маријаном, упркос њеној љубави према њему, јер је њен мираз изгубљен на мору. Изабела се договори са Маријаном, а затим шаље Анђелу поруку да је одлучила да му се покори под условом да се њихов сусрет одржи у мраку и тишини. Маријана заузима Изабелино место и има сексуални однос са Анђелом, који верује да је она Изабела. Према неким тумачењима закона, ово представља конзумацију њихове веридбе, а самим тим и њиховог брака; ово тумачење је такође учинило Клаудијев и Јулијин брак легалним.
2. Након што је имао сексуални однос са Маријаном (верујући да је то Изабела), Анђело погази своју реч. Он шаље поруку затвору да жели да види Клаудија обезглављеног, што захтева „трик са главом“. Винченцо покушава да организује погубљење другог затвореника чија би глава могла бити послата уместо Клаудијеве. Али раскалашни криминалац Барнардин одбија да буде погубљен у свом пијаном стању. Уместо тога, глава Рагозина пирата је послата Анђелу; Рагозин је недавно умро од грознице и личио је на Клаудија.

### Разрешење
Радња достиже врхунац Винченцијевим „повратком“ у Беч. Изабела и Маријана му јавно подносе молбу, а он саслушава њихове тврдње против Анђела, које Анђело глатко пориче. Како се сцена развија, чини се да ће фратар Лодовик бити окривљен за оптужбе изнете против Анђела. Винченцо оставља Анђела да суди у случају против Лодовика, враћајући се прерушен када је Лодовик позван неколико тренутака касније. Када Анђело покуша да запечати случај против Лодовика, Винченцио се открива, разоткривајући Анђела као лажова и потврђујући Изабелине и Маријанине оптужбе. Он предлаже да се Анђело погуби, али га прво приморава да се ожени Маријаном, како би његово имање припало Маријани као надокнада за њен изгубљени мираз.
Маријана моли за Анђелов живот, чак тражи помоћ и од Изабеле (која још увек није свесна да је њен брат Клаудио још увек жив). Винченцо се претвара да не поштује захтев жена све док не открије да Клаудио заправо није погубљен, у ком тренутку попушта. Онда предложе брак Изабели. Изабела не одговара. Ово је једна од „отворених тишина“ драме и различито је тумачена у различитим адаптацијама.

### Анализа
Главне теме драме укључују правду, „морал и милосрђе у Бечу“ и дихотомију између корупције и чистоте: „неки се уздижу грехом, а неки врлином падају“. Милост и врлина превладавају, јер се представа не завршава трагично, а врлине попут саосећања и опроштаја се испољавају на њеном крају. Иако се представа фокусира на правду уопште, последња сцена илуструје да је Шекспир намеравао да морална правда ублажи строгу грађанску правду: неколико ликова добија разумевање и попустљивост уместо сурове казне на коју су, према закону, могли бити осуђени. Винченцијево поновно појављивање се сматра раном употребом deus ex machina у енглеској књижевности.

## Изворни текстови
Представа се ослања на два различита извора. Оригинал је „Прича о Епитији“, из Цинтијевог дела „Gli Hecatommithi“, први пут објављеног 1565. године. Шекспир је био упознат са овом књигом; она садржи оригинални извор за његовог Отела. 
Други главни извор драме је дводелна драма Џорџа Ветстона из 1578. године, „Промос и Касандра“, која је и сама преузета од Цинтија. Ветстон је адаптирао Цинтиову причу додајући комичне елементе и трикове у кревету и са главом. ‍:20
Питер Мејландер је тврдио да је „Мило за драго“ у великој мери заснована на библијским референцама, фокусирајући се на теме греха, уздржаности, милосрђа и поновног рођења. Међу таквим поређењима Јеванђеља, Јеванђеље по Матеју се сматра извором.

## Датум, текст и ауторство
Верује се да је „Мило за драго“ написана 1603. или 1604. године. Драма је први пут објављена 1623. године у Првом фолију.
У својој књизи „Shakespeare Reshaped, 1606–1623“, Гари Тејлор и Џон Џовет тврде да део текста драме који је сачуван није у свом оригиналном облику, већ је производ ревизије коју је извршио Томас Мидлтон након Шекспирове смрти. Они представљају стилске доказе да делови писања припадају Мидлтону и тврде да је Мидлтон променио место радње у Беч из оригиналне Италије. Браунмилер и Вотсон кажу да би њихов предлог требало посматрати као „интригантну хипотезу, а не као потпуно доказано приписивање“. Дејвид Бевингтон предлаже алтернативну теорију: да се текст стилски може приписати професионалном писару Ралфу Крејну, коме се обично приписују заслуге за неке од бољих и непромењених текстова у Фолију, укључујући и „Буру“ .
Опште је прихваћено да искривљена реченица током војводиног уводног говора (стихови 8–9 у већини издања) представља место где је ред изгубљен, вероватно због штампарске грешке. Пошто је фолио једини извор, ред се не може обновити.

## Историја извођења
Најраније забележено извођење „Мило за драго“ одржано је у ноћи Светог Стефана, 26. децембра 1604. године.
Током Рестаурације, ово је била једна од многих Шекспирових драма прилагођених укусу нове публике. Сер Вилијам Давенант је у своју адаптацију, под називом Закон против љубавника, убацио Бенедикта и Беатрис из романа „Много вике ни око чега“. Самјуел Пепис је видео хибридну представу 18. фебруара 1662. године; у свом дневнику ју је описао као „добру представу и добро изведену“. Чарлс Гилдон се вратио Шекспировом тексту у продукцији 1699. године. Џон Рич је 1720. године представио верзију ближу Шекспировом оригиналу.
У касно викторијанско доба, тема драме сматрана је контроверзном, а дошло је до негодовања када се Аделаида Нилсон појавила као Изабела 1870-их. Драмско друштво Оксфордског универзитета сматрало је неопходним да је измени када су је поставили на сцену у фебруару 1906. године.  Вилијам Поел је продуцирао представу 1893. у Краљевској кући и 1908. у Гејтију у Манчестеру, где је сам играо Анђела. У складу са његовим другим елизабетанским представама, ове су користиле нескраћени текст Шекспировог оригинала са само минималним изменама. 
Значајније продукције представе „Мило за драго“ из 20. века укључују Чарлса Лотона као Анђела у позоришту Олд Вик 1933. године и постављење Питера Брука 1950. године у Шекспировом меморијалном позоришту са Џоном Гилгудом као Анђелом и Барбаром Џефорд као Изабелом. Године 1962, Краљевска шекспировска компанија поставила је продукцију у режији Џона Блечлија, са Маријусом Горингом као Анђелом и Џуди Денч као Изабелом у главним улогама. Представа је само једном изведена на Бродвеју, у продукцији из 1973. године, коју је такође режирао Хаусман, у којој су се појавили Дејвид Огден Стајерс као Винченцо, Кевин Клајн у малој улози фратра Петра и Пати Лупоне у две мање улоге. Године 1976, у продукцији Шекспировог фестивала у Њујорку глумили су Сем Вотерстон као војвода, Мерил Стрип као Изабела, Џон Казале као Анђело, Лени Бејкер као Лучо, Џефри Тамбор као Елбоу и Џудит Лајт као Франциска. Године 1981, редитељ Мајкл Рудман представио је верзију са потпуно црном глумачком поставом у лондонском Националном позоришту. Рудман је поново поставио свој концепт на Шекспировом фестивалу у Њујорку 1993. године, са Кевином Клајном као војводом, Андреом Брауером као Анђелом и Лисом Геј Хамилтон као Изабелом.
Роберт Фолс је 2013. године режирао верзију у чикашком позоришту Гудман, смештену на запуштеном Тајмс скверу у Њујорку из 1970-их. Био је доступан за стримовање од априла до маја 2021. Између 2013. и 2017. године, позоришна компанија Cheek by Jowl поставила је руску верзију представе у сарадњи са позориштем Пушкин у Москви и Барбикан центром у Лондону.